# Homo naledi
Homo naledi és una espècie extinta d'hominini, descoberta a la cambra Dinaledi del sistema de coves Rising Star, al Bressol de la Humanitat (Sud-àfrica). Considerada part del gènere Homo, l'espècie es caracteritza per una massa corporal i una estatura similars a la de les poblacions humanes de cos petit, però amb un volum cranial semblant al dels australopitecs, i amb una morfologia cranial semblant als exemplars més antics del gènere Homo. L'esquelet combina característiques primitives ja presents en els australopitecs amb característiques derivades presents en els primers homínids. La troballa a la cambra Dinaledi consistí en 15 individus diferents, que semblen tenir una relació estreta. A més, presenten signes d'haver estat dipositats de manera deliberada a la cova, un fet que suggeriria una possible pràctica d'enterrament ritual, no documentada en espècies tan antigues. Estudis recents (James Cook University) confirmen que els fòssils tenen una antiguitat aproximada de 230.000-330.000 anys. Malgrat que els autors de la descoberta afirmen que es tracta d'una nova espècie d'humà primitiu, d'altres reclamen més dades abans de justificar una afirmació d'aquest calibre.

## Descobriment
El jaciment on s'ha trobat H. naledi fou descobert pels espeleòlegs aficionats Rick Hunter i Steven Tucker el 2013 a la cova Rising Star, a Sud-àfrica. La cambra situada al final de la cova era accessible només a través de dos passos estrets amb menys de vint-i-cinc centímetres d'amplada, per la qual cosa només era possible l'accés per espeleòlegs experimentats amb una constitució corporal particularment prima.
Les restes de quinze individus, que comprenen 1.550 exemplars d'ossos (el major conjunt de fòssils humans que s'ha localitzat a l'Àfrica) trobats dins dels sediments rics en argila durant la investigació inicial, així com la distribució en capes dels ossos suggereix que haurien estat dipositats durant un llarg període, potser fins i tot centúries. Els científics creuen que hi ha moltes més restes per descobrir al jaciment. Les troballes són considerades propietat del poble sud-africà i molt probablement romandran al país.
Els fòssils inclouen cranis, mandíbules, costelles, dents, els ossos d'un peu gairebé complet, d'una mà, i d'una orella interna. Es trobaren els ossos d'ancians, joves i nens petits. Els infants foren identificats per les petites vèrtebres. Alguns dels ossos s'assemblen als dels humans moderns, mentre que d'altres són més primitius que els de l'australopitec, un dels primers avantpassats dels éssers humans. El polze, els ossos del canell i el palmell són similars als moderns mentre que els dits es corben, més com els de l'australopitec, i més útils per a trepar.